# Майдан Габдулли Тукая (станція метро)
55°47′08″ пн. ш. 49°07′29″ сх. д. / 55.78556° пн. ш. 49.12472° сх. д.
Майдан Тукая (тат. Тукай Мәйданы, Tuqay Mäydanı) (рос. Площадь Тукая) — станція Центральної лінії Казанського метрополітену. Розташована між станціями «Кремлівська» і «Суконна слобода». Відкрита 27 серпня 2005 року у складі першої пускової дільниці Казанського метрополітену «Гірки» — «Кремлівська».

## Технічна характеристика
Конструкція станції — колонна двопрогінна станція мілкого закладення, з острівною прямою платформою. У поздовжньому напрямку розташований 1 ряд з 12 колон з кроком 6 м.

## Колійний розвиток
Станція без колійного розвитку.
За станцією I головної колії передбачено задєл під камеру з'їздів .

## Вестибюлі
Має 2 підземних вестибюлі, з'єднаних з платформою широкими безескалаторними сходами. У південному вестибюлі встановлений ліфт, для маломобільних пасажирів.
З північного вестибюля йде 85-метровий поздовжній горизонтальний хід, в якому розташована торгова галерея, а через бічні горизонтальні проходи є 2 виходи (з яких відкритий тільки північний) в підземний поверх гіпермаркету «Кільце» (у якого є 6 також наземних входів) і передбачений споруджений пізніше вихід у підземний поверх готелю «Татарстан». Горизонтальний хід веде в підземний перехід під площею Тукая, де є 4 виходи на вулиці Пушкіна і Баумана і 2 виходи на трамвайну зупинку. У липні-серпні 2011 року, після демонтажу трамвайної лінії, що проходить біля станції, виходи з підземного переходу до неї були прибрані.
Південний вестибюль відкритий 1 серпня 2011 року. З нього є вихід через будівлю універмагу «Новий дитячий світ».
У гіпермаркеті «Кільце» біля станції побудована багаторівнева автопарковка.

## Оздоблення
Станція має біло-зелені кольори і витримана в історично-літературному татарському дусі. Повсюдно в оздоблені влаштовані пілястри у вигляді стрілчастого орнаменту і використано полірований мармур — зелений «Індіана грін», білий і чорний «коєлга».
Стіни перонного залу оздоблені мармуром і мають стрілчасті пілястри (по 12 з кожного боку), розташовані в створі з колонами станції.
На стінах між пілястрами розташовані 22 декоративних панно (по 11 з кожного боку, розміром 2,4 × 3,2 м), на яких кольоровою мозаїкою з італійської смальти викладені портрет Габдулли Тукая, зображення героїв його казок, а також інші сюжети, які вздовж однієї стіни залу присвячені поезії села, звідки родом Тукай, а вздовж іншої — історії та побуту татар і Казані, описаним Тукаєвим.
Геометрія і декор колон перонного залу, виконаних з монолітного залізобетону, оздоблених мармуром і мають стрілчасті пілястри, обумовлені їх розгорнутим діагональним розташуванням і геометрією стелі.
Підлога платформи перонного залу (а також вестибюлів) виконано плитами з полірованого граніту «Старобабанський», «габро» та «Мансуровський», що утворюють багатий малюнок з переплетення смуг різних кольорів у вигляді національного орнаменту. Композиція малюнка підлоги «зав'язана» на розташування колон.
У монолітній залізобетонній стелі білого кольору перонного залу влаштовані глибокі ярусні квадратні кесони, розгорнуті під кутом 45 градусів. У деякі з них вмонтовані світильники квадратної форми з матовим склом. Лінійні світильники навколо місця стику колон з стелею створюють зоровий ефект відсутності контакту колони і стелі.
На колійних стінах перонного залу над деякими панно великими літерами викладені покажчики назви станції, над іншими панно між ними — покажчики лінії. Під стелею між колонами підвішені покажчики лінії і виходів що світяться. Над підйомами до вестибюлів підвішені покажчики виходів світяться.
У вестибюлях і поздовжньому горизонтальному ході монолітні залізобетонні стіни, оздоблені мармуром, з кроком 4,5 м вбудовані колони зі стрілчастими пілястрами, в монолітній залізобетонній стелі білого кольору влаштовані глибокі поперечні кесони з вмонтованими світильниками з матовим склом, а малюнок гранітною підлоги вестибюлів утворює національний орнамент вздовж стін і навколо колон.
На стінах вестибюлів і входів встановлені покажчики виходів щосвітяться і таксофони. Над касами вестибюлів встановлені бйіли круглий циферблатний годинник. У вестибюлях встановлені валідатори електронних карт, банківські та торговельні автомати. У північному вестибюлі є 2 платних туалету, в тому числі автоматизований.
Ковані ажурні решітки та інші огороджувальні вироби в вестибюлях і на спусках і підйомах з них виготовлені з нержавіючої сталі з подальшим фарбуванням в колір срібла і графіту.
У північному вестибюлі встановлені скульптура Габдулли Тукая і об'ємна постать його головного казкового персонажа — лісовика Шурале.

## Ресурси Інтернету
- Станція «Площа Г.Тукая» на сайті «К-метро» [Архівовано 3 травня 2013 у Wayback Machine.](рос.)
- 3D-стереовид станції